# Список командувачів Чорноморського флоту

Тризуб Князя Володимира

## Список командувачів Чорноморського флоту (всі часи)

### Командувачі морськими походами часівДавньої України-Руси
- середина VIII ст. — Олег, воєвода Київський.
- к. VIII — п. IX ст. — Бравлін, князь Київський.
- 860 — 874 рр. — Аскольд, князь Київський.
- 905 — 912 рр. — Олег, князь Київський.
- 941 — 943 рр. — Ігор, князь Київський.
- Святослав, Великий князь Київський.
- Володимир Великий, Великий князь Київський.
- Золотоноша, воєвода.
- Володимир Ярославович, князь.
- 1151 — 1154 рр. — Ізяслав Мстиславович, Великий князь Київський.
- Ростислав Мстиславович, Великий князь Київський.
- Юрій Домажирич, воєвода.

### Командувачі морськими походами часівЗапорозької Січі
- Богдан Глинський, князь

Прапор Запорозької Дунайської флотилії

- Дмитро Вишневецький, князь, гетьман запорозького козацтва
- Самійло Кішка, гетьман запорозького козацтва
- Фока Покотило, кошовий отаман
- Богдан Ружинський (Богданко), князь, гетьман запорозького козацтва
- Іван Підкова, гетьман запорозького козацтва
- Карпо Перебийніс, полковник
- Богдан Микошинський, гетьман запорозького козацтва
- Захарій Кулага, кошовий отаман
- Григорій Лобода, гетьман запорозького козацтва
- Семен Скалозуб, гетьман запорозького козацтва
- Нечай, військовий осавул, кошовий отаман
- Григорій Ізапович, гетьман запорозького козацтва
- Федір Полоус, гетьман запорозького козацтва
- Каспар Підвисоцький, полковник, кошовий отаман
- Михайло Найманович, кошовий отаман
- Петро Сагайдачний, гетьман України
- Дмитро Барабаш, гетьман запорозького козацтва
- Яків Нерода (Бородавка), гетьман запорозького козацтва
- Богдан Хмельницький, отаман, гетьман України
- Оліфер Голуб, гетьман запорозького козацтва
- Олексій Шафран, полковник
- Михайло Дорошенко, гетьман українського козацтва
- Григорій Чорний, гетьман реєстрового козацтва
- Тарас Федорович (Трясило), гетьман запорозького козацтва
- Іван Сулима, гетьман запорозького козацтва
- Костянтин Вовк, полковник
- Кіндрат Бурляй, полковник
- Іван Сірко, кошовий отаман
- Іван Самойленко, полковник

### КомандувачіЧорноморською козацькою флотилією
- 1783 р. — 18 червня 1788 р. — Сидір Білий, кошовий отаман.
- 1788 р. — 28 січня 1797 р. — Антін Головатий, кошовий отаман, бригадир.

### Командувачі Чорноморського флотуРосійської імперії

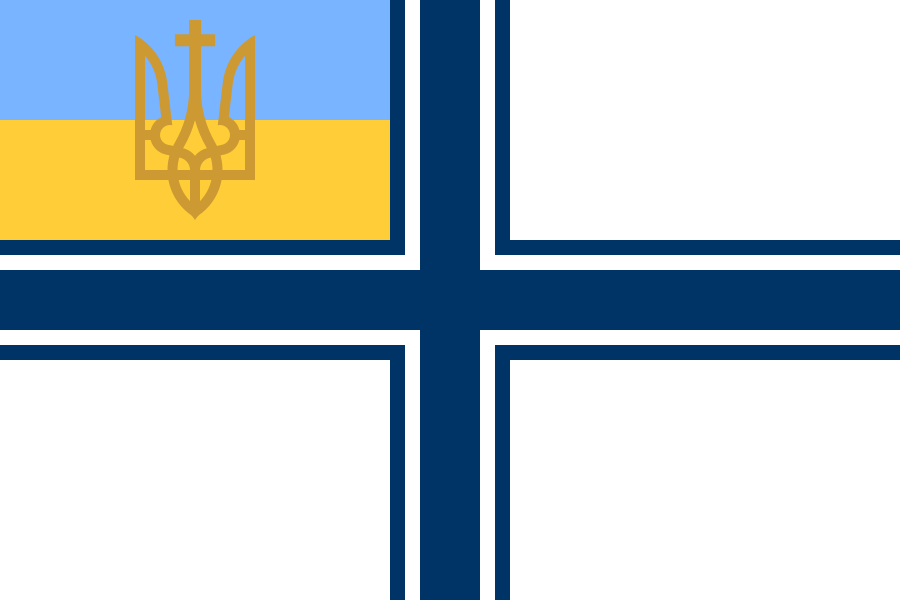
Прапор ВМС України

- 1783 — Клокачов Федот Олексійович, віцеадмірал;
- 1784 — 1785 рр. — Сухотін Яків Пилипович, віцеадмірал;
- 1785 — 1789 рр. — Мордвінов Микола Семенович, контрадмірал;
- 1789 — 1790 рр. — Войнович Марко Іванович, контрадмірал;
- 1790 — 1792 рр. — Ушаков Федір Федорович, контрадмірал;
- 1792 — 1799 рр. — Мордвінов Микола Семенович, адмірал;
- 1799 — 1802 рр. — Фондезін Вілим Петрович, адмірал;
- 1802 — 1811 рр. — Траверсе Іван Іванович, адмірал;
- 1811 — Галл Роман Романович, адмірал;
- 1811 — 1816 рр. — Язиков Микола Львович, віцеадмірал;
- 1816 — 1833 рр. — Грейг Олексій Самуїлович, адмірал;
- 1834 — 1851 рр. — Лазарєв Михайло Петрович, адмірал;
- 1851 — 1855 рр. — Берг Моріц Борисович, адмірал;
- 1855 — Метлін Микола Федорович, віце-адмірал;
- 1856 — Панфілов Олександр Іванович, віце-адмірал;
- 1856 — 1860 рр. — Бутаков Григорій Іванович, контрадмірал;
- 1860 — 1871 рр. — Глазенап Богдан Олександрович, адмірал;
- 1871 — 1881 рр. — Аркас Микола Андрійович, адмірал;
- 1881 — 1882 рр. — Манганарі Михайло Павлович, адмірал;
- 1882 — 1890 рр. — Пещуров Олексій Олексійович, віцеадмірал;
- 1890 — Гренквіст Роман Андрійович, контрадмірал;
- 1891 — 1898 рр. — Копитов Микола Васильович, віцеадмірал;
- 1898 — Алексєєв Євген Іванович, віцеадмірал;
- 1898 — 1903 рр. — Тиртов Сергій Петрович, віцеадмірал;
- 1903 — Гільтебрандт Яків Аполлонович, віцеадмірал;
- 1903 — 1904 рр. — Скридлов Микола Ілларіонович, віцеадмірал;
- 1904 — Крігер Олександр Христіанович, віцеадмірал;
- 1904 — 1906 рр. — Чухнін Григорій Павлович, віцеадмірал;
- 1906 — Григорович Іван Костянтинович, контрадмірал;
- 1906 — 1907 рр. — Скридлов Микола Ілларіонович, віцеадмірал;
- 1907 — Цивінський Генрих Тадейович, контрадмірал;
- 1907 — 1908 рр. — Вірен Роберт Миколайович, контрадмірал;
- 1909–1911 — Бострем Іван Федорович, віцеадмірал
- 1911 — 1916 рр. — Андрій Ебергард, адмірал.

### Командувачі часівУкраїнізації Чорноморського флоту
- 28 червня 1916 — 7 червня 1917 рр. — Олександр Колчак, віцеадмірал.
- 7 червня — 18 липня 1917 р. — Веніамін Лукін (в.о.), контрадмірал.
- 18 липня — 13 грудня 1917 р. — Олександр Немітц, контрадмірал.
- грудень 1917 — квітень 1918 рр. — Михайло Саблін (в.о.), контрадмірал.

### Командувач Чорноморського флотуУНР
- 22 — 30 квітня 1918 року — Михайло Саблін, контрадмірал.

### Керівники Морських сил Чорного моря (у Новоросійську)
- 30 квітня — 4 червня 1918 р. — Михайло Саблін, воєнмор.
- 4-17 червня 1918 р. — Олександр Тіхмєнєв, воєнмор, капітан 1 рангу.

### Командувачі Чорноморського флотуУкраїнської Держави
- 30 квітня — 10 червня 1918 р. — Михайло Остроградський, контрадмірал
- 10 червня — 14 грудня 1918 р. — В'ячеслав Клочковський, контрадмірал.

### Командувачі Чорноморського Флоту УНР (за часівДиректорії)
- 14 грудня 1918 — квітень 1919 рр. — В'ячеслав Клочковський, контрадмірал.
- 9 квітня — 24 квітня 1919 — Михайло Білинський, військовий міністр (як командувач Приморським фронтом, відповідно до наказу «Про організацію Військово-Морських Сил на побережжі Чорного моря»).
- 24 квітня 1919 — квітень 1920 — Микола Злобін, міністр морських справ УНР.
- 20 квітня — листопад 1920 року — Михайло Остроградський, контрадмірал, Начальник Морських сил УНР.

### Командувачі Чорноморським флотом ВСЮР
- грудень 1918 р. — березень 1919 р. — Василь Канін, адмірал.
- березень-жовтень 1919 р. — Олександр Герасимов, віцеадмірал.
- жовтень 1919 р. — 8 лютого 1920 р. — Дмитро Ненюков, віцеадмірал.
- 8 лютого — жовтень 1920 р. — Михайло Саблін, віцеадмірал.
- 12 жовтня — 21 листопада 1920 р. — Михайло Кедров, віцеадмірал.

### КомандувачіРосійської Ескадрою
- 21 листопада 1920 р, — 3 січня 1921 р. — Михайло Кедров, віцеадмірал (в Константинополі та при переході у Бізерту, Туніс).
- 3 січня 1921 р. — 29 жовтня 1924 р. — Михайло Беренс, контрадмірал (у Бізерті, Туніс).

### КомандувачЧервоного флоту Радянської України
- Квітень-червень 1919 р. — Олександр Шейковський, военмор, (колишній капітан 1 рангу).

### КомандувачіВійськово-морських сил України
- квітень 1992 — жовтень 1993 рр. — Борис Кожин, віцеадмірал.
- жовтень 1993 — жовтень 1996 рр. — Володимир Безкоровайний, віцеадмірал.
- жовтень 1996 — 26 квітня 2003 р. — Михайло Єжель, адмірал.
- 26 квітня 2003 — 21 травня 2003 — В'ячеслав Сичов, контрадмірал
- 21 травня 2003 р. — 23 березня 2006 р. — Ігор Князь, віцеадмірал.
- 23 березня 2006 р. — 18 березня 2010 р. — Тенюх Ігор Йосипович, адмірал.
- 18 березня 2010 р. —27 червня 2012 р. — Віктор Максимов, адмірал.
- 27 липня 2012 р. — Юрій Ільїн, адмірал.
- 1 березня 2014 — 2 березня 2014 — Денис Березовський
- з 2 березня 2014 року по квітень 2016р — Сергій Гайдук, контрадмірал.
- з квітня 2016р во генерал-лейтенант Ігор Воронченко, віцеадмірал.